# Sergei Sergejewitsch Tschetwerikow
Sergei Sergejewitsch Tschetwerikow, russisch Сергей Сергеевич Четвериков,  englische Transkription Chetverikov, (* 24. Apriljul. / 6. Mai 1880greg. in Moskau; † 2. Juni 1959 in Gorki) war ein russischer/sowjetischer Entomologe, Genetiker und Evolutionsbiologe.

## Leben
Tschetwerikow beendete 1906 sein Studium an der Universität Moskau und war ab 1921 Leiter der Abteilung Genetik des Moskauer Kolzow-Instituts für Experimentelle Biologie. Da den Machthabern in der Sowjetunion die Unabhängigkeit der Gruppe von Evolutionsbiologen und Genetikern, der Tschetwerikow angehörte, nicht passte, wurde er 1929 verhaftet und aus Moskau verbannt. Bis 1932 beriet er den Zoo in Swerdlowsk und lehrte danach bis 1935 Mathematik am Technikum in Wladimir. 1935 bis 1948 war er Professor für Genetik an der Universität Gorki. Aufgrund des Lyssenkoismus, der die moderne Genetik in der Sowjetunion unterdrückte, wurde er entlassen. Tschetwerikow lebte danach in Armut, erblindete und starb, bevor die moderne Genetik in der Sowjetunion wieder rehabilitiert wurde.
Er untersuchte die Mutationen in natürlichen Populationen von Insekten und untersuchte genetische Variabilität im Rahmen der Evolutionstheorie. Sein Werk hatte Einfluss auf Nikolai Wladimirowitsch Timofejew-Ressowski, der ähnliche Forschungen unternahm, und Theodosius Dobzhansky, einen der Begründer der Synthetischen Evolutionstheorie. Während deren Arbeiten im Westen bekannt wurden und dort auch Statistiker wie Ronald Fisher ähnliche Arbeiten wie Tschetwerikow durchführten, geriet dessen Arbeit lange in Vergessenheit. 1961 erschien eine englische Übersetzung seines Hauptwerks von 1926.
Als Entomologe befasste er sich besonders mit Schmetterlingen und sammelte viele, zum Beispiel im Kaukasus, auf der Krim und in Lappland.
1959 vergab die Leopoldina an ihn die Darwin-Plakette.

## Schriften
- Evolutionsprozesse vom Standpunkt der modernen Genetik, Journal für Experimentelle Biologie, A 2, 1926, S. 2–54 (russisch)
  - Englische Übersetzung: On certain aspects of the evolutionary process from the standpoint of modern genetics,  Proc. Amer. Phil. Soc. 105, 1961, S. 167–195.